# Sindaci di Pescara
Di seguito l'elenco cronologico dei sindaci di Pescara e delle altre figure apicali equivalenti che si sono succedute nel corso della storia.

## Regno di Napoli napoleonico (1806-1816)
| Giustino de Marinis (facente funzioni) | 1º gennaio 1809 | 30 giugno 1809   |
| ? Varignani                            | 1º luglio 1809  | 31 dicembre 1809 |
| Federico Ferrara                       | 1º gennaio 1810 | 30 maggio 1810   |
| Cetteo Ruggieri                        | 1º giugno 1810  | 31 dicembre 1810 |
| Carlo Liberi                           | 1º gennaio 1811 | 2 maggio 1814    |
| Michele Pina (facente funzioni)        | 3 maggio 1814   | 6 giugno 1814    |
| Cetteo Ruggieri                        | 7 giugno 1814   | 31 dicembre 1814 |
| Cetteo Troiani (poi Troiano)           | 1º gennaio 1815 | 24 ottobre 1815  |
| Cetteo Ruggieri                        | 25 ottobre 1815 | 28 luglio 1816   |

## Regno delle Due Sicilie (1816-1861)
| Pietrangelo de Acetis                    | 21 luglio 1816   | 31 gennaio 1818  |
| Luigi de Marinis                         | 1º febbraio 1818 | 11 giugno 1819   |
| Giovanni D'Annunzio (facente funzioni)   | 12 giugno 1819   | 13 luglio 1819   |
| Cetteo Ruggieri                          | 14 luglio 1819   | 12 gennaio 1825  |
| Giovanni D'Annunzio                      | 13 gennaio 1825  | 31 dicembre 1828 |
| Giustino de Marinis (facente funzioni)   | 1º gennaio 1829  | 28 febbraio 1829 |
| Alessandro de Marinis                    | 1º marzo 1829    | 31 dicembre 1831 |
| Cetteo Troiano                           | 1º gennaio 1832  | 31 dicembre 1836 |
| Pietro D'Annunzio                        | 1º gennaio 1837  | 31 dicembre 1842 |
| Costantino Caffè                         | 1º gennaio 1843  | 9 agosto 1850    |
| Cetteo Troiano                           | 10 agosto 1850   | 31 dicembre 1851 |
| Francesco Costantini                     | 1º gennaio 1852  | 16 agosto 1853   |
| Francesco Paolo Seccia                   | 17 agosto 1853   | 31 dicembre 1842 |
| Saverio Brina                            | 1º gennaio 1858  | 31 luglio 1860   |
| Antonio D'Annunzio                       | 1º agosto 1860   | 26 agosto 1860   |
| Silla de Marinis (facente funzioni)      | 1º novembre 1860 | 5 dicembre 1860  |
| Antonio D'Annunzio                       | 8 dicembre 1860  | 17 dicembre 1860 |
| Silla de Marinis (facente funzioni)      | 18 dicembre 1860 | 27 dicembre 1860 |
| Camillo Rapagnetta (facente funzioni)    | 30 dicembre 1860 | 31 gennaio 1861  |
| Angelo Colella (facente funzioni)        | 1º febbraio 1861 | 13 febbraio 1861 |
| Fioravante D'Annunzio (facente funzioni) | 16 febbraio 1861 | 9 marzo 1861     |

## Regno d'Italia (1861-1946)
| Sindaci nominati dal governo (1861-1890)                   | Sindaci nominati dal governo (1861-1890) | Sindaci nominati dal governo (1861-1890)                      | Sindaci nominati dal governo (1861-1890) | Sindaci nominati dal governo (1861-1890) |
| Nominativo                                                 | Partito                                  | Partito                                                       | Mandato                                  | Mandato                                  |
| Nominativo                                                 | Partito                                  | Partito                                                       | Inizio                                   | Fine                                     |
| ---------------------------------------------------------- | ---------------------------------------- | ------------------------------------------------------------- | ---------------------------------------- | ---------------------------------------- |
| Giovanni Palmerini                                         |                                          | Destra storica                                                | 10 marzo 1861                            | 31 agosto 1861                           |
| Silla de Marinis                                           |                                          | Destra storica                                                | 1º settembre 1861                        | 9 agosto 1861                            |
| Silla de Marinis (facente funzioni)                        |                                          | Destra storica                                                | 10 agosto 1861                           | 22 settembre 1863                        |
| Diego Giorgetti (Delegato straordinario nominato dal re)   | –                                        | –                                                             | 23 settembre 1863                        | 20 novembre 1863                         |
| Saverio Brina (facente funzioni)                           |                                          | Destra storica                                                | 28 novembre 1863                         | 13 dicembre 1863                         |
| Gaetano Gloria                                             |                                          | Destra storica                                                | 5 dicembre 1863                          | 26 ottobre 1865                          |
| Gaetano Gloria (facente funzioni)                          |                                          | Destra storica                                                | 27 ottobre 1865                          | 13 aprile 1866                           |
| Guglielmo Panzoni                                          |                                          | Sinistra storica                                              | 14 aprile 1866                           | 18 novembre 1867                         |
| Vincenzo Bucci (facente funzioni)                          |                                          | Sinistra storica                                              | 19 novembre 1867                         | 2 marzo 1868                             |
| Gennaro Osimani (facente funzioni)                         |                                          | Sinistra storica                                              | 3 marzo 1868                             | 26 agosto 1869                           |
| Gennaro Osimani                                            |                                          | Sinistra storica                                              | 4 settembre 1869                         | 31 dicembre 1870                         |
| Luigi Monasterio (facente funzioni)                        |                                          | Sinistra storica                                              | 1º gennaio 1871                          | 26 agosto 1871                           |
| Enrico Panzoni (facente funzioni)                          |                                          | Sinistra storica                                              | 8 settembre 1871                         | 6 ottobre 1871                           |
| Francesco Farina                                           |                                          | Sinistra storica                                              | 7 ottobre 1871                           | 2 gennaio 1872                           |
| Vincenzo Bucci (facente funzioni)                          |                                          | Sinistra storica                                              | 3 gennaio 1872                           | 3 aprile 1872                            |
| Francesco Farina                                           |                                          | Sinistra storica                                              | 8 aprile 1872                            | 20 febbraio 1873                         |
| Fiore Ussorio (facente funzioni)                           |                                          | Sinistra storica                                              | 22 febbraio 1873                         | 11 marzo 1873                            |
| Vincenzo D'Annunzio                                        |                                          | Sinistra storica                                              | 12 marzo 1873                            | 1º agosto 1873                           |
| Francesco D'Annunzio (facente funzioni)                    |                                          | Sinistra storica                                              | 9 agosto 1873                            | 4 ottobre 1874                           |
| Fiore Ussorio (facente funzioni)                           |                                          | Sinistra storica                                              | 5 ottobre 1874                           | 11 ottobre 1874                          |
| Vincenzo Bucci (facente funzioni)                          |                                          | Sinistra storica                                              | 19 ottobre 1874                          | 8 gennaio 1877                           |
| Francesco D'Annunzio                                       |                                          | Sinistra storica                                              | 9 gennaio 1877                           | 16 giugno 1878                           |
| Teofilo D'Annunzio (facente funzioni)                      |                                          | Sinistra storica                                              | 20 giugno 1878                           | 3 luglio 1879                            |
| Francesco D'Annunzio                                       |                                          | Sinistra storica                                              | 11 agosto 1879                           | 31 ottobre 1882                          |
| Aiace de Marinis (facente funzioni)                        |                                          | Sinistra storica                                              | 4 novembre 1882                          | 31 marzo 1883                            |
| Teofilo D'Annunzio                                         |                                          | Sinistra storica                                              | 1º aprile 1883                           | 31 ottobre 1884                          |
| Olindo Sarci (Regio delegato straordinario)                | –                                        | –                                                             | 3 novembre 1884                          | 24 febbraio 1885                         |
| Francesco D'Annunzio                                       |                                          | Sinistra storica                                              | 28 febbraio 1885                         | 31 dicembre 1885                         |
| Aiace de Marinis (facente funzioni)                        |                                          | Sinistra storica                                              | 1º gennaio 1886                          | 15 settembre 1888                        |
| Felice Sersante (facente funzioni)                         |                                          | Sinistra storica                                              | 16 settembre 1888                        | 21 ottobre 1888                          |
| Angelo Salini (Regio delegato straordinario)               | –                                        | –                                                             | 26 ottobre 1888                          | 31 dicembre 1888                         |
| Berardino Conti (facente funzioni)                         |                                          | Sinistra storica                                              | 1º gennaio 1889                          | 17 febbraio 1890                         |
| Sindaci nominati dal Consiglio comunale (1890-1926)        |                                          |                                                               |                                          |                                          |
| Nominativo                                                 | Partito                                  | Partito                                                       | Mandato                                  | Mandato                                  |
| Nominativo                                                 | Partito                                  | Partito                                                       | Inizio                                   | Fine                                     |
| Teofilo D'Annunzio                                         |                                          | Sinistra storica                                              | 22 febbraio 1890                         | 31 dicembre 1891                         |
| Antonino Liberi (facente funzioni)                         |                                          | Sinistra storica                                              | 1º gennaio 1892                          | 28 febbraio 1892                         |
| Teofilo D'Annunzio                                         |                                          | Sinistra storica                                              | 6 marzo 1892                             | 19 aprile 1892                           |
| Antonino Liberi (facente funzioni)                         |                                          | Sinistra storica                                              | 6 maggio 1892                            | 30 ottobre 1892                          |
| Vincenzo Nitti (Regio commissario)                         | –                                        | –                                                             | 5 ottobre 1892                           | 31 dicembre 1892                         |
| Luigi Clerico (facente funzioni)                           |                                          | Sinistra storica                                              | 6 gennaio 1893                           | 25 gennaio 1896                          |
| Michele Luise (facente funzioni)                           |                                          | Sinistra storica                                              | 1º gennaio 1897                          | 26 aprile 1897                           |
| Teofilo D'Annunzio                                         |                                          | Sinistra storica                                              | 28 aprile 1897                           | 31 dicembre 1898                         |
| Berardino Conti                                            |                                          | Sinistra storica                                              | 1º gennaio 1899                          | 8 novembre 1902                          |
| Teofilo D'Annunzio                                         |                                          | Sinistra storica                                              | 8 novembre 1902                          | 14 marzo 1905                            |
| Luigi Clerico (facente funzioni)                           |                                          | Sinistra storica                                              | 15 marzo 1905                            | 6 agosto 1905                            |
| Luigi Clerico                                              |                                          | Sinistra storica (1905-1913) poi Partito Liberale (1913-1914) | 7 agosto 1905                            | 16 dicembre 1914                         |
| Giovanni Farina                                            |                                          | Partito municipale                                            | 17 dicembre 1914                         | 8 luglio 1920                            |
| Umberto d'Eufemia (Commissario prefettizio)                | –                                        | –                                                             | 9 luglio 1920                            | 1º ottobre 1920                          |
| Luigi Clerico                                              |                                          | Partito Liberale                                              | 2 ottobre 1920                           | 13 giugno 1921                           |
| Nicola D'Annunzio                                          |                                          | Partito Liberale                                              | 14 dicembre 1921                         | luglio 1922                              |
| Carlo Calvi (Commissario prefettizio)                      | –                                        | –                                                             | 13 dicembre 1922                         | 8 gennaio 1924                           |
| Giovanni Farina                                            |                                          | Partito Nazionale Fascista                                    | 8 gennaio 1924                           | 5 maggio 1926                            |
| Umberto Ferruggia                                          |                                          | Partito Nazionale Fascista                                    | 13 maggio 1926                           | 2 settembre 1926                         |
| Podestà nominati dal governo (1926-1944)                   |                                          |                                                               |                                          |                                          |
| Nominativo                                                 | Partito                                  | Partito                                                       | Mandato                                  | Mandato                                  |
| Nominativo                                                 | Partito                                  | Partito                                                       | Inizio                                   | Fine                                     |
| Umberto Ferruggia                                          |                                          | Partito Nazionale Fascista                                    | 3 settembre 1926                         | 1928                                     |
| Roberto Liberati (Commissario straordinario)               | –                                        | –                                                             | 1928                                     | 1928                                     |
| Berardo Montani                                            |                                          | Partito Nazionale Fascista                                    | 1928                                     | 1929                                     |
| Curzio Lippi (Commissario prefettizio)                     | –                                        | –                                                             | 1929                                     | 1930                                     |
| Edoardo Tomaiuoli (Commissario straordinario)              | –                                        | –                                                             | 1930                                     | 1931                                     |
| Giacinto Forcella                                          |                                          | Partito Nazionale Fascista                                    | 1931                                     | 1934                                     |
| Arcangelo Birmani (Commissario straordinario)              | –                                        | –                                                             | 1934                                     | 1934                                     |
| Pasquale Longo (Commissario prefettizio)                   | –                                        | –                                                             | 1934                                     | 1934                                     |
| Giovanni Farina                                            |                                          | Partito Nazionale Fascista                                    | 1934                                     | 1939                                     |
| Florindo Giammichele (Commissario straordinario)           | –                                        | –                                                             | 1939                                     | 1939                                     |
| Cesare Pace (Commissario straordinario)                    | –                                        | –                                                             | 1939                                     | 1940                                     |
| Manlio Pardi                                               |                                          | Partito Nazionale Fascista                                    | 1940                                     | 1943                                     |
| Cetteo D'Achille (Commissario straordinario)               | –                                        | –                                                             | 1943                                     | 1944                                     |
| Gaetano Lamparelli (Commissario straordinario)             | –                                        | –                                                             | 1944                                     | 1944                                     |
| Sindaci del periodo costituzionale transitorio (1944-1946) |                                          |                                                               |                                          |                                          |
| Nominativo                                                 | Partito                                  | Partito                                                       | Mandato                                  | Mandato                                  |
| Nominativo                                                 | Partito                                  | Partito                                                       | Inizio                                   | Fine                                     |
| Italo Giovannucci                                          |                                          | Partito Socialista Italiano di Unità Proletaria               | 1944                                     | 1946                                     |

## Repubblica Italiana (dal 1946)
| Sindaci eletti dal Consiglio comunale (1946-1993)    | Sindaci eletti dal Consiglio comunale (1946-1993) | Sindaci eletti dal Consiglio comunale (1946-1993) | Sindaci eletti dal Consiglio comunale (1946-1993)                                                       | Sindaci eletti dal Consiglio comunale (1946-1993)                                                       | Sindaci eletti dal Consiglio comunale (1946-1993)                                                       | Sindaci eletti dal Consiglio comunale (1946-1993) | Sindaci eletti dal Consiglio comunale (1946-1993) | Sindaci eletti dal Consiglio comunale (1946-1993) |
| Nominativo                                           | Nominativo                                        | Partito                                           | Partito                                                                                                 | Partito                                                                                                 | Partito                                                                                                 | Mandato                                           | Mandato                                           | Elezione                                          |
| Nominativo                                           | Nominativo                                        | Partito                                           | Partito                                                                                                 | Partito                                                                                                 | Partito                                                                                                 | Inizio                                            | Fine                                              | Elezione                                          |
| ---------------------------------------------------- | ------------------------------------------------- | ------------------------------------------------- | --- | --- | --- | ------------------------------------------------- | ------------------------------------------------- | ------------------------------------------------- |
|                                                      | Italo Giovannucci                                 |                                                   | Partito Socialista Italiano di Unità Proletaria (1946-1947) poi Partito Socialista Italiano (1947-1948) | Partito Socialista Italiano di Unità Proletaria (1946-1947) poi Partito Socialista Italiano (1947-1948) | Partito Socialista Italiano di Unità Proletaria (1946-1947) poi Partito Socialista Italiano (1947-1948) | 1946                                              | 1947                                              | Elezione 1946                                     |
| 1947                                                 | Italo Giovannucci                                 | 1948                                              | Partito Socialista Italiano di Unità Proletaria (1946-1947) poi Partito Socialista Italiano (1947-1948) | Partito Socialista Italiano di Unità Proletaria (1946-1947) poi Partito Socialista Italiano (1947-1948) | Partito Socialista Italiano di Unità Proletaria (1946-1947) poi Partito Socialista Italiano (1947-1948) | Elezione 1948                                     |                                                   |                                                   |
|                                                      | Mario Muzii                                       |                                                   | Partito Socialista Italiano                                                                             | Partito Socialista Italiano                                                                             | Partito Socialista Italiano                                                                             | Elezione 1948                                     | 1948                                              | 1951                                              |
|                                                      | Vincenzo Chiola                                   |                                                   | Partito Comunista Italiano                                                                              | Partito Comunista Italiano                                                                              | Partito Comunista Italiano                                                                              | 1951                                              | 1956                                              | Elezione 1951                                     |
|                                                      | Antonio Mancini                                   |                                                   | Democrazia Cristiana                                                                                    | Democrazia Cristiana                                                                                    | Democrazia Cristiana                                                                                    | 1956                                              | 1960                                              | Elezione 1956                                     |
| 1960                                                 | Antonio Mancini                                   | 1962                                              | Democrazia Cristiana                                                                                    | Democrazia Cristiana                                                                                    | Democrazia Cristiana                                                                                    | Elezione 1960                                     |                                                   |                                                   |
|                                                      | Vincenzo Mariani                                  |                                                   | Democrazia Cristiana                                                                                    | Democrazia Cristiana                                                                                    | Democrazia Cristiana                                                                                    | Elezione 1960                                     | 1962                                              | 1964                                              |
|                                                      | Giuseppe Zugaro De Matteis                        |                                                   | Democrazia Cristiana                                                                                    | Democrazia Cristiana                                                                                    | Democrazia Cristiana                                                                                    | 1964                                              | 1970                                              | Elezione 1964                                     |
|                                                      | Gaetano Novello                                   |                                                   | Democrazia Cristiana                                                                                    | Democrazia Cristiana                                                                                    | Democrazia Cristiana                                                                                    | 1970                                              | 1971                                              | Elezione 1970                                     |
|                                                      | Giuseppe D'Incecco                                |                                                   | Democrazia Cristiana                                                                                    | Democrazia Cristiana                                                                                    | Democrazia Cristiana                                                                                    | 1971                                              | 1973                                              | Elezione 1970                                     |
|                                                      | Alberto Casalini                                  |                                                   | Democrazia Cristiana                                                                                    | Democrazia Cristiana                                                                                    | Democrazia Cristiana                                                                                    | 1973                                              | 1975                                              | Elezione 1970                                     |
| 1975                                                 | Alberto Casalini                                  | 1980                                              | Democrazia Cristiana                                                                                    | Democrazia Cristiana                                                                                    | Democrazia Cristiana                                                                                    | Elezione 1975                                     |                                                   |                                                   |
| 1980                                                 | Alberto Casalini                                  | 1985                                              | Democrazia Cristiana                                                                                    | Democrazia Cristiana                                                                                    | Democrazia Cristiana                                                                                    | Elezione 1980                                     |                                                   |                                                   |
|                                                      | Gabriella Bosco                                   |                                                   | Democrazia Cristiana                                                                                    | Democrazia Cristiana                                                                                    | Democrazia Cristiana                                                                                    | 1985                                              | 1986                                              | Elezione 1985                                     |
|                                                      | Nevio Piscione                                    |                                                   | Democrazia Cristiana                                                                                    | Democrazia Cristiana                                                                                    | Democrazia Cristiana                                                                                    | 1986                                              | 1988                                              | Elezione 1985                                     |
|                                                      | Michele De Martiis                                |                                                   | Democrazia Cristiana                                                                                    | Democrazia Cristiana                                                                                    | Democrazia Cristiana                                                                                    | 1988                                              | 1990                                              | Elezione 1985                                     |
|                                                      | Giuseppe Ciccantelli                              |                                                   | Democrazia Cristiana                                                                                    | Democrazia Cristiana                                                                                    | Democrazia Cristiana                                                                                    | 1990                                              | 7 dicembre 1993                                   | Elezione 1990                                     |
| Sindaci eletti direttamente dai cittadini (dal 1993) |                                                   |                                                   | | | |                                                   |                                                   |                                                   |
| Nominativo                                           | Nominativo                                        | Partito                                           | Partito                                                                                                 | Coalizione                                                                                              | Coalizione                                                                                              | Mandato                                           | Mandato                                           | Elezione                                          |
| Nominativo                                           | Nominativo                                        | Partito                                           | Partito                                                                                                 | Coalizione                                                                                              | Coalizione                                                                                              | Inizio                                            | Fine                                              | Elezione                                          |
|                                                      | Mario Collevecchio                                |                                                   | Indipendente                                                                                            | | PDS-PRC-AD-La Rete                                                                                      | 7 dicembre 1993                                   | 6 dicembre 1994                                   | Elezione 1993                                     |
|                                                      | Carlo Pace                                        |                                                   | Indipendente                                                                                            | | FI-AN-CCD                                                                                               | 6 dicembre 1994                                   | 29 novembre 1998                                  | Elezione 1994                                     |
|                                                      | Carlo Pace                                        | AN-FI-CCD-PDC-L. civiche                          | Indipendente                                                                                            | 29 novembre 1998                                                                                        | 11 giugno 2003                                                                                          | Elezione 1998                                     |                                                   |                                                   |
|                                                      | Luciano D'Alfonso                                 |                                                   | Democrazia è Libertà - La Margherita                                                                    | | DS-DL-PRC-IdV-SDI                                                                                       | 11 giugno 2003                                    | 16 aprile 2008                                    | Elezione 2003                                     |
|                                                      | Luciano D'Alfonso                                 | Partito Democratico                               | | PD-IdV-PSI-L. civiche                                                                                   | 16 aprile 2008                                                                                          | 5 gennaio 2009                                    | Elezione 2008                                     |                                                   |
|                                                      | Camillo D'Angelo (Vicesindaco facente funzioni)   |                                                   | Partito Democratico                                                                                     | PD-IdV-PSI-L. civiche                                                                                   | 5 gennaio 2009                                                                                          | 15 giugno 2009                                    | Elezione 2008                                     |                                                   |
|                                                      | Luigi Albore Mascia                               |                                                   | Il Popolo della Libertà                                                                                 | | PdL-UdC-L. civiche                                                                                      | 15 giugno 2009                                    | 16 giugno 2014                                    | Elezione 2009                                     |
|                                                      | Marco Alessandrini                                |                                                   | Partito Democratico                                                                                     | | PD-SEL-PLI-L. civiche                                                                                   | 16 giugno 2014                                    | 10 giugno 2019                                    | Elezione 2014                                     |
|                                                      | Carlo Masci                                       |                                                   | Forza Italia                                                                                            | | FI-LSP-FdI-UdC-L. civiche                                                                               | 10 giugno 2019                                    | 2 luglio 2024                                     | Elezione 2019                                     |
|                                                      | Carlo Masci                                       | FdI-FI-LSP-L. civiche                             | Forza Italia                                                                                            | 2 luglio 2024                                                                                           | in carica                                                                                               | Elezione 2024                                     |                                                   |                                                   |